# Laguna Cedro
A  Laguna Cedro é um lago localizado na Guatemala. Localiza-se no departamento de Suchitepéquez, Município de Cuyotenango.